# Guldmonark
Guldmonark (Carterornis chrysomela) är en fågel i familjen monarker inom ordningen tättingar. Den förekommer i låglänta skogar på och kring Nya Guinea. Beståndet anses vara livskraftigt.

## Utseende och läte
Guldmonarken är en helt unik monark med praktfull gyllene fjäderdräkt. Huvudet är mer eldorange och strupen är svart med en vit ”tår” under ögat. Även vingarna och stjärten är svarta, med stora gula vingpaneler. Den högljudda sången återges i engelsk litteratur som ett "ditoweet duweet duweer teerteerteer".

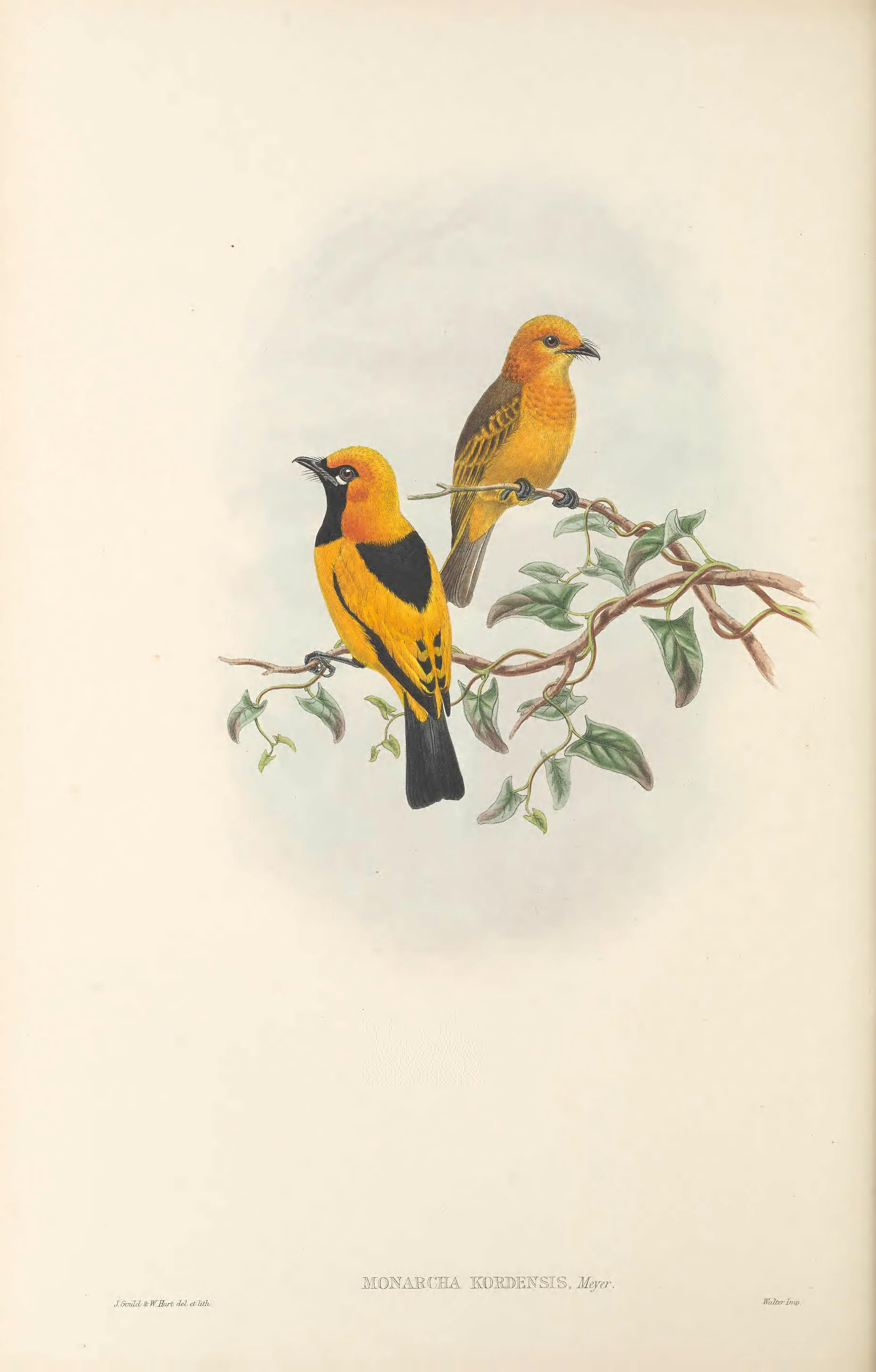

## Utbredning och systematik
Guldmonarken förekommer på Nya Guinea med kringliggande övärld. Den delas upp i nio underarter med följande utbredning:
- Carterornis chrysomela aurantiacus – norra Nya Guinea (Geelvink till Astrolabe Bay och floden Ramu)
- Carterornis chrysomela melanonotus – nordvästra Nya Guinea och de västpapuanska öarna
- Carterornis chrysomela kordensis – Biak och Misool utanför Nya Guinea
- Carterornis chrysomela nitidus – östra och sydöstra Nya Guinea samt Louisiaderna
- Carterornis chrysomela aruensis – södra Nya Guinea och Aruöarna
- Carterornis chrysomela pulcherrimus – ön Dyaul i Bismarckarkipelagen
- Carterornis chrysomela chrysomela – Bismarckarkipelagen (New Hanover och New Ireland)
- Carterornis chrysomela whitneyorum – ögruppen Lihir i Bismarckarkipelagen
- Carterornis chrysomela tabarensis – Tabaröarna i Bismarckarkipelagen

## Levnadssätt
Guldmonarken hittas i de flesta skogsmiljöer upp till 1400 meters höjd.

## Status och hot
Arten har ett stort utbredningsområde, men tros minska i antal, dock inte tillräckligt kraftigt för att den ska betraktas som hotad. Internationella naturvårdsunionen IUCN listar arten som livskraftig (LC).